# Vanda Lukács
Vanda Lukács (8 dicembre 1992) è una tennista ungherese.
Ha vinto 7 titoli nel doppio nel circuito ITF in carriera. Il 20 marzo 2017, ha raggiunto il best ranking mondiale nel singolare, nr 369. Il 12 settembre 2016, ha invece raggiunto il miglior piazzamento mondiale nel doppio nr 396.
Ha fatto il suo debutto nel tabellone principale di un torneo WTA al Poli-Farbe Budapest Grand Prix 2011 come wildcard.
Studia biologia all'università.